# 平盛康
平 盛康（たいら の もりやす）は、平安時代後期の武士。系譜ははっきりしないが、伊勢平氏・平正度の子で下総守・平季衡（1022-1081）の七男と見られている。右兵衛尉から右衛門尉。保延3年（1137年）、従五位下。

## 略歴
同族の平正盛・忠盛父子と共に白河法皇に仕える。また正盛・忠盛一家の家人として仕えたと見られ、盛康の子と見られる平盛国は平清盛の家令として活躍した。